# يسطس (بابا الإسكندرية)
البابا يسطس بابا الإسكندرية وبطريرك الكنيسة القبطية الأرثوذكسية السادس (118 -129).
كان هذا القديس قبل رسامته رجلاً فاضلاً عالماً. تعمد مع أبيه وأمه وآخرين على يد القديس مرقس الرسول. رسمه القديس إنيانوس البابا الثاني شماساً فقساً وعينه للوعظ. حالما انتقل البابا إبريموس وقع اختيار الشعب على هذا الأب الفاضل الحكيم الذي كان ناظراً لمدرسة الإسكندرية، فتمت رسامته رئيساً، ثم انتخب بطريركاً خلفاً للبابا إبريموس وتولى الكرسي الرسولي في 13 توت - 6 أغسطس 118 للميلاد. فترك وظيفته الأولى وهي رئاسة المدرسة اللاهوتية وعهد بها إلى أومانيوس، وأخذ هو يهتم بمسئولية وظيفته الجديدة، فخدم فيها بكل أمانة، ورعى النصارى أحسن رعاية. وجعل أهم أغراضه تبشير الوثنيين وجذبهم إلى المسيحية، فنجح في عمله وتنصّر منهم على يديه عدد عظيم.
وطنه الأصلي مدينة الإسكندرية. تنيح يوم 12 بؤونه -6 يونيو 129 للميلاد، وجلس على الكرسي لعشر سنوات وعشرة أشهر. عاصر الإمبراطور هادريان.